# Boles (Arkansas)
Boles es un área no incorporada ubicada en el condado de Scott en el estado estadounidense de Arkansas.

## Geografía
Boles se encuentra ubicada en las coordenadas 34°46′46″N 94°2′57″O / 34.77944, -94.04917.